# Marc-André Bourdon
Marc-André Bourdon, född 17 november 1989, är en kanadensisk professionell ishockeyspelare som spelar för Philadelphia Flyers i NHL.
Han draftades i tredje rundan i 2008 års draft av Philadelphia Flyers som 67:e spelare totalt.